# Nikhil Manipuri Mahasabha
Nikhil Manipuri Mahasabha o Nikhil Hindu Manipuri Mahasabha fou una organització política nacional de Manipur. Es va constituir el 30 de maig de 1934 a Imphal i el maharajà Churachandra Singh en fou el primer primer president, lloc que va ocupar fins a la tercera sessió de la Mahashaba.
La segona sessió es va celebrar el Tarapur (Silchar) el 30 de gener de 1936 i allí va estar com a secretari general Hijam Irabot, gendre del príncep hereu, que ja es perfilava com a líder nacional. La tercera sessió es va fer a Mandalay (Birmània) el 2 de març de 1937, i aquí Irabot fou vicepresident.
La quarta sessió es va fer el 30 de desembre de 1938 a Chinga Hill Maidan, i Irabot fou elegit president i va fer aprovar el canvi de nom (eliminant la paraula Hindu) així com va proposar l'abolició de la Darbar o assemblea nacional de l'estat i la introducció del sufragi universal. Com a resultat la Darbar va declarar al moviment il·legal el 15 de febrer de 1939.
El moviment per un govern responsable es va fer més fort. Churachandra Singh va abdicar a favor del seu fill Budhachandra el setembre de 1941.
Després de la guerra el partit va tornar a operar sota una nova direcció i a les primeres reunions hi va ser present Irabot, que en fou expulsat. L'organització es va decantar cap a una aliança amb el Partit del Congrés de l'Índia. Va començar una estrategia consistent en atreure al Manipur Praja Sammeloni, cosa que va obtenir quan aquest partit es va fusionar amb el Manipur Praja Mandal (un partir favorable al Congrés) que van constituir el Manipur Praja Sangha (que finalment però no va acceptar les tesis del Congrés).
Tot seguit es va convocar una convenció de partits al Aryan Theatre Hall de Imphal el 4 d'octubre de 1946 per formar un sol partit nacional. Alguns partits no hi van estar d'acord i es van retirar (Manipur Praja Sangha i Manipur Krishak Sabha). La convenció va acordar la dissolució del Nikhil Manipuri Mahasabha i la creació del Congrés de l'Estat de Manipur (Manipur State Congress, després Manipur India Congress). El Manipur Praja Sangha va boicotejar el procés de formació de la nova constitució, el que va deixar el camp lliure al Congrés.